# Егрибозки санджак
Егрибоз (на турски: Eğriboz/Ağriboz) османски санджак/лива обхващаща Атика с източната част на Континентална Гърция. Името произлиза от османското название на остров Евбея, по-известен с италианското си име Негропонте. 
Санджакът е създаден през 1471 г., когато османският флот начело с Гедик Ахмед паша превзема Евбея от венецианците. Негропонте е присъединен към териториите, превзети предходно (1456 г.) от Атинското херцогство и администрирани от санджакбея на Трикала. Първоначално санджакът е част от Румелийския еялет, но след 1533 г. влиза в новия еялет на Архипелага. 
Според Хаджи Калфа през XVII век санджакът обхваща десет каази със следните османски селища: същински Егрибоз, обхващащ централна Евбея; Кизил Хисар (Каристос, южна Евбея); Одербос (Ореи, северна Евбея); Издин/Зейтун (Зейтуни); Модуниш (Менденица); Таланда (Аталанти); Атина (Атина с по-голямата част от Атика); Егина; Истифа (Тива); Еседабад/Туркохори (Елатея); Местубе; Рубус (Оропос); Кефса (Кифисия); Мегара. Източниците от началото на XIX-ти век съобщават за девет каази в санджака: Егрибоз, Таланда, Ливадя (Ливадия), Кизил Хисар, Сална (Салона, Амфиса), Издин, Истифа, Атина и Еседабад. Османска Атина е по право в лична собственост на кизлар агата, т.е. могъщият Главен черен евнух на императорския харем и се управлявал от негово име от войвода.